# Angelo Reyes
Angelo Reyes (Manilla, 17 maart 1945 - Marikina, 8 februari 2011) was een Filipijnse generaal en minister. Van 2000 tot 2001 was Reyes de commandant van de Filipijnse krijgsmacht. De jaren erna vervulde hij vier verschillende ministersposten in het kabinet van voormalig president Gloria Macapagal-Arroyo.

## Vroege levensloop en carrière
Angelo Reyes groeide op in San Miguel in Manilla. Hij voltooide er zijn middelbareschoolopleiding aan de Cubao High School in 1960 als beste van zijn klas. Zes jaar later is 1966 studeerde hij als een van de tien beste afstudeerders van dat jaar af aan de Philippine Military Academy in Baguio. In 1973 behaalde Reyes zijn Master-diploma Business Administration aan het Asian Institute of Management. Bijna twintig jaar later, in 1991, behaalde bij nog het Masters-diploma Public Administration aan de Harvard University in 1991.

## Militaire carrière
Reyes begon zijn militaire carrière als team leider van het 1st Special Forces Airborne Regiment. Later diende hij op het zuidelijke eiland Mindanao als hij bataljon commandant, brigade commandant en regio commandant. Daar deed hij veel ervaring op in de strijd tegen de communistische en islamitische opstandelingen. Na een periode als Commandant van het Filipijnse leger volgde 9 juli 1999 een benoeming door president Joseph Estrada tot commandant van de Filipijnse krijgsmacht. In zijn periode als hoogste commandant van de Filipijnse krijgsmacht zette hij zich in om de strijdkrachten te moderniseren. Drie jaar na zijn aanstelling kwam president Estrada onder druk te staan na ernstige corruptiebeschuldigingen, die uiteindelijk leidden tot een afzettingsprocedure. Een nieuwe volksopstand, die begon op 17 januari 2001 bracht de positie van Estrada aan het wankelen. Op 19 januari kondigde Reyes aan dat de Filipijnse strijdkrachten hun steun aan de president introkken. Een dag later trad Estrada uiteindelijk vrijwillig af en werd opgevolgd door vicepresident Gloria Macapagal-Arroyo.

## Protest tegen benoeming tot Minister van Energie
De voorgenomen benoeming van Reyes tot Minister van Energie stuitte bij sommigen op bezwaren. Senator Miriam Defensor-Santiago overwoog om een vetostem te gebruiken in de commissie van benoemingen, omdat Reyes volgens haar niet de kwalificaties voor de baan had. Daarnaast vond ze dat Reyes ook al in zijn tijd als Minister van Milieu en Natuurlijke Hulpbronnen onvergeeflijke fouten had gemaakt. Hierbij noemde ze het verlenen van een vergunning aan een Japans bedrijf om een spa-resort te bouwen bij de Mount Taal. Dit ging uiteindelijk pas niet door onder druk van grote media aandacht voor het milieuprobleem

## Corruptie beschuldigingen en overlijden
Eind januari 2011 kwam Reyes negatief in het nieuws toen een voormalig staflid van de Filipijnse krijgsmacht bij een verhoor door een onderzoekscommissie van de Filipijnse Senaat verklaarde dat Reyes en andere afzwaaiende commandanten van de krijgsmacht grote sommen met geld meekregen. Reyes zou 50 miljoen peso hebben ontvangen. Reyes ontkende een dergelijke som geld te hebben ontvangen en wilde de mogelijkheid krijgen het staflid zelf ook te ondervragen. Dat werd hem echter niet toegestaan. Ruim een week later bezocht Reyes in de ochtend van 8 februari het graf van zijn moeder op het Loyola Memorial Park in Marikina. Daar schoot hij zichzelf in de borst. Hoewel hij nog in allerijl naar het Quirino Memorial Medical Center in Quezon City werd gebracht, werd hij bij aankomst dood verklaard. Reyes werd op 13 februari 2011 begraven met volledig militair protocol op het Filipijns begraafplaats voor helden in Taguig City.

## Voetnoten
1. ↑  (en)  Department of Environment and Natural Resources suspends Taal Spa permit (newsflash.org, 28 juni 2007)
2. ↑  (en)  Eileen A. Mencias, Reyes allegedly given P50m as ‘send-off’ gift. Manila Standard Today (28 januari 2011)
3. ↑  (en)  Katherine Evangelista, Ex-AFP chief commits suicide, police confirm, The Philippine Inquirer (8 februari 2010). Gearchiveerd op 8 november 2014.
4. ↑  (en)  Joel Atencio Reyes buried at Libingan ng mga Bayani, Manila Bulletin (13 februari 2011)
5. ↑  (en)  Catherine Libardo, Former AFP Chief Angelo Reyes Laid to Rest, Noypi.ph (14 februari 2011). Gearchiveerd op 2 maart 2014.

Alabastro · Andaya · Atienza · Bunye · Cabral · Durano · Duque · Ebdane · Ermita · Favila · Raul Gonzalez · Lapus · Mendoza · Pangandaman · Puno · Remonde · Reyes · Romulo · Roque · Saludo · Santos · Norberto Gonzales · Teves · Yap